# Diego Ortiz
Pour les articles homonymes, voir Ortiz.
Diego Ortiz (né vers 1510 à Tolède, mort vers 1570 à Naples) est un musicien et compositeur espagnol. Il est l'auteur d'un important traité (Tratado de Glosas) devenue une véritable référence dans l'histoire de la musique. 

## Biographie
Les quelques informations que l'on possède sur lui nous indiquent qu'il est né à Tolède dans la première moitié du seizième siècle, qu'il arrive à Naples vers 1553 et devient musicien au service du duc d'Albe, il est également maître de la chapelle royale de cette même ville. Il demeure à Naples jusqu'en 1570. Il est l'un des premiers auteurs de recueils d'œuvres basées sur des variations instrumentales ou diferencias (voir la folia). Ces techniques de variations se retrouvent un peu plus tôt au seizième siècle dans les ouvrages de Ganassi,.
Sa mort a longtemps été considérée comme sûre à Naples en 1570. Cependant, des études récentes le placent entre 1572 et 1576 à Rome en tant que "Famigliare" au service de la famille Colonna (mentionnée dans les feuilles de paie correspondant aux mois d'avril 1572 à septembre 1576) quand, pour le moment, sa piste est perdue. 

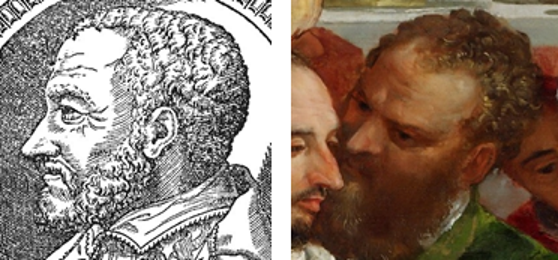
Portrait de Diego Ortiz dans le Tratado de Glosas (à gauche) et du deuxième interprète d'une viole de gambe présent dans Les Noces de Cana de Paul Véronèse (à droite).

Une étude récente suggère que Diego Ortiz aurait pu servir de modèle à l'un des personnages de la célèbre œuvre de Paul Véronèse Les Noces de Cana, d'après la date de publication proche à Venise de Musices liber primus; la longue confusion et l'interprétation erronée de ce personnage dans la littérature à ce jour, ainsi que la similitude frappante entre la peinture de Véronèse et le seul portrait enregistré du musicien sur la couverture du Tratado de Glosas. Son successeur à la tête de la chapelle royale napolitaine en 1570 était Francisco Martínez de Loscos.

## Œuvres

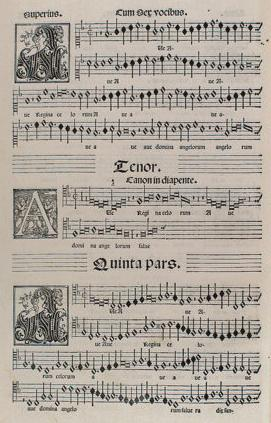
Folio du Musices Liber Primus.

Diego Ortiz a publié deux livres de musique au cours de sa vie: le Tratado de Glosas en 1553 et le Musices liber primus en 1565.

### Tratado de Glosas
En 1553, paraît à Rome son Tratado de glosas sobre cláusulas y otros généros de puntos en la música de violones nuevamente puestos en luz, publié en espagnol et en italien. Les glosas sont des variations interprétées soit par des solistes soit par deux musiciens jouant d'instruments semblables. Ce traité présente également des recercadas (ou ricercari), principalement des variations musicales, pouvant être jouées par de petits groupes d'instrumentistes.

### Musices liber primus
C'est une collection de polyphonies religieuses publiée en 1565, à Venise. Son titre complet est Musices liber primus hymnos, Magnificas, Salves, motecta, psalmos. Il contient 69 compositions de 4 à 7 voix, basées sur des œuvres de plain chant.

### Pièce isolées
On trouve des motets et des villancicos de Diego Ortiz dans le Libro de musica de vihuela (1547) de Enríquez de Valderrábano. Borrowdale a montré que l'auteur de ces pièces, attribuées à tort à Diego, est en réalité Miguel Ortiz, maître de la chapelle de la vice-royauté de Valence.

## Discographie
- Recercadas del Trattado de Glosas 1553 - Jordi Savall, Ton Koopman, Rolf Lislevand, Lorenz Duftschmid (Astrée, 1990)
- Recercadas del Tratado de Glosas Roma 1553 - Jordi Savall, Ton Koopman, Rolf Lislevand, Andrew Lawrence-King (Alia Vox, 2013)
- Trattado de Glosas - Bruno Cocset, Guido Balestracci et Les Basses Réunies (Alpha, 2020).